# Blahodatiwka
Blahodatiwka (ukrainisch Благодатівка, russisch Благодатовка, deutsch ‚Erns(t)dorf‘, polnisch Polanka Bóbrecka) ist ein Dorf in der westukrainischen Oblast Lwiw mit etwa 400 Einwohnern.

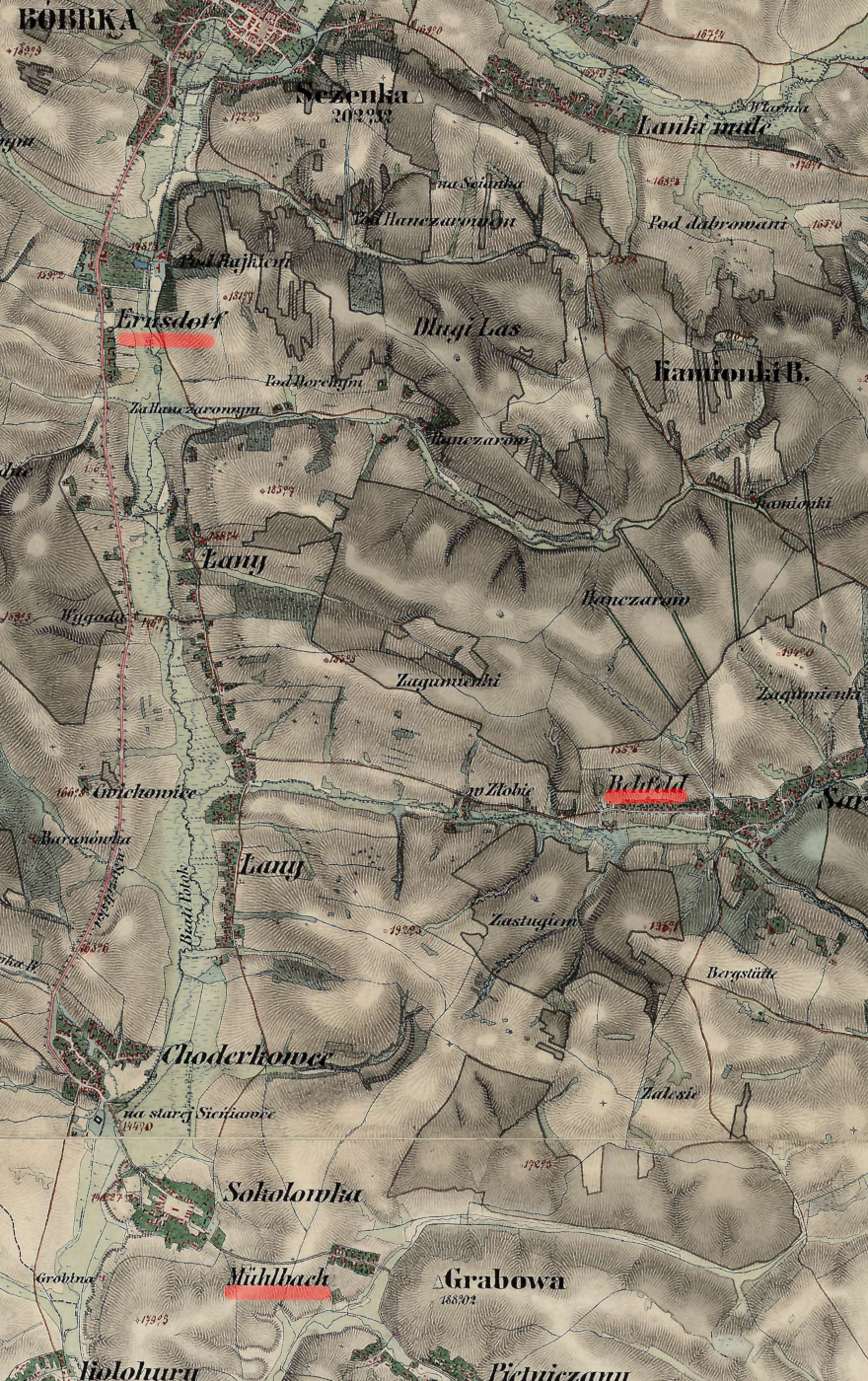
Drei deutsch-katholische Kolonien südlich von Bibrka: Ernsdorf, Rehfeld und Mühlbach

Am 12. Juni 2020 wurde das Dorf ein Teil neu gegründeten Stadtgemeinde Bibrka im Rajon Lwiw; bis dahin gehörte es zusammen mit den Dörfern Hontschariw (Гончарів), Ljubeschka (Любешка) und Sernyky zur Landratsgemeinde Lany (Ланівська сільська рада/Laniwska silska rada) im Rajon Peremyschljany.

## Geschichte
Nach der Ersten Teilung Polens kam das Gebiet 1772 zum neuen Königreich Galizien und Lodomerien des habsburgischen Kaiserreichs (ab 1804). Im Jahr 1786 wurden im Zuge der Josephinischen Kolonisation deutsche Kolonisten katholischer Konfession südlich der Stadt Bibrka in den Kolonien Rehfeld und Mühlbach angesiedelt. Die kleinere Kolonie Erns(t)dorf entlang des Wegs zwischen Bibrka im Norden und Lany im Süden entstand am wahrscheinlichsten auch zu dieser Zeit, aber die Einzelheiten sind unbekannt. Die Römisch-Katholiken gehörten der Pfarrei in der Stadt Bibrka an.
Im Jahr 1900 hatte die Gemeinde Ernsdorf 11 Häuser mit 103 Einwohnern, davon waren 51 deutschsprachig, 27 polnischsprachig, 25 ruthenischsprachig, 75 römisch-katholisch, 18 griechisch-katholisch, 10 Juden.
Nach dem Ende des Polnisch-Ukrainischen Kriegs 1919 kamen die Gemeinde zu Polen. Im Jahr 1921 hatte Ernsdorf 13 Häuser mit 114 Einwohnern, davon waren 97 Polen, 12 Deutsche, 5 Ruthenen (Ukrainer), 107 römisch-katholisch, 7 griechisch-katholisch.
Am 25. November 1938 wurde der Name Ernsdorf auf Polanka Bóbrecka geändert.
Im Zweiten Weltkrieg gehörte der Ort zunächst zur Sowjetunion und die deutschen Bewohner wurden 1940 infolge des Deutsch-Sowjetischen Grenz- und Freundschaftsvertrages umgesiedelt.